# Comarca de Viana
Viana is een comarca van de Spaanse provincie Ourense, gelegen in de autonome regio Galicië. De hoofdstad is Viana do Bolo en de comarca heeft 7316 inwoners (2005).

## Gemeenten
A Gudiña, A Mezquita, Viana do Bolo en Vilariño de Conso.